# Shōji Sekine
Shōji Sekine (japonais : 関根 正二 ; né le 3 avril 1899 à Shirakawa et mort le 16 juin 1919) est un peintre japonais de style Yō-ga de la période Taisho.

## Vie et œuvre
Shōji Sekine  est né dans une famille d'artisans de Shirakawa ; en 1908, il suit son père à Tokyo. Après avoir fini le collège en 1912, il entre comme apprenti dans la Société d'imprimerie de Tokyo (東京印刷株式会社, Tōkyō insatsu kabushiki kaisha). Conseillé entre autres par Itō Shinsui, il commence à s’intéresser à la peinture.
Sekine quitte la société et voyage. Il rencontre à Nagoya un artiste légèrement plus âgé que lui, Kōno Tsūzei (河野 通勢) (1895-1950), qui lui montre sa collection de peintures de la Renaissance. Cela semble avoir été une illumination pour Sekine. Il commence à peindre sans interruption, sans réelle formation. En 1915, il expose à l'exposition de la Nika-kai (二科会) et le fait également dans les années suivantes. En 1918, il remporte le prix Chogyu avec le tableau La Souffrance de la foi (Shinkō no kanashimi). Cela lui apporte la célébrité, mais la pauvreté, l'épuisement et enfin la tuberculose mettent fin à ses jours à vingt ans. Il ne laisse qu’une vingtaine de peintures, mais aussi de nombreux dessins.

## Galerie

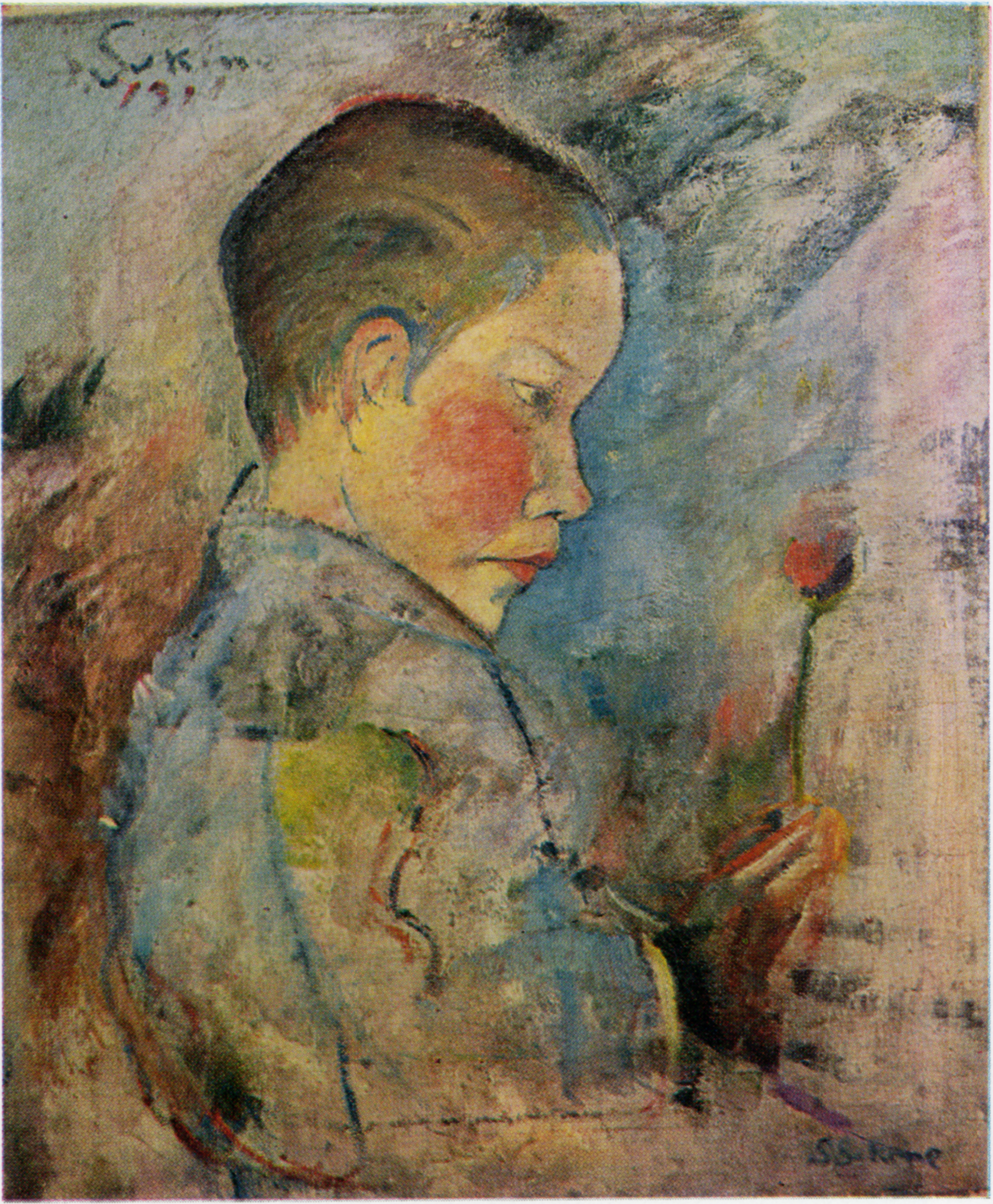
Garçon, 1917
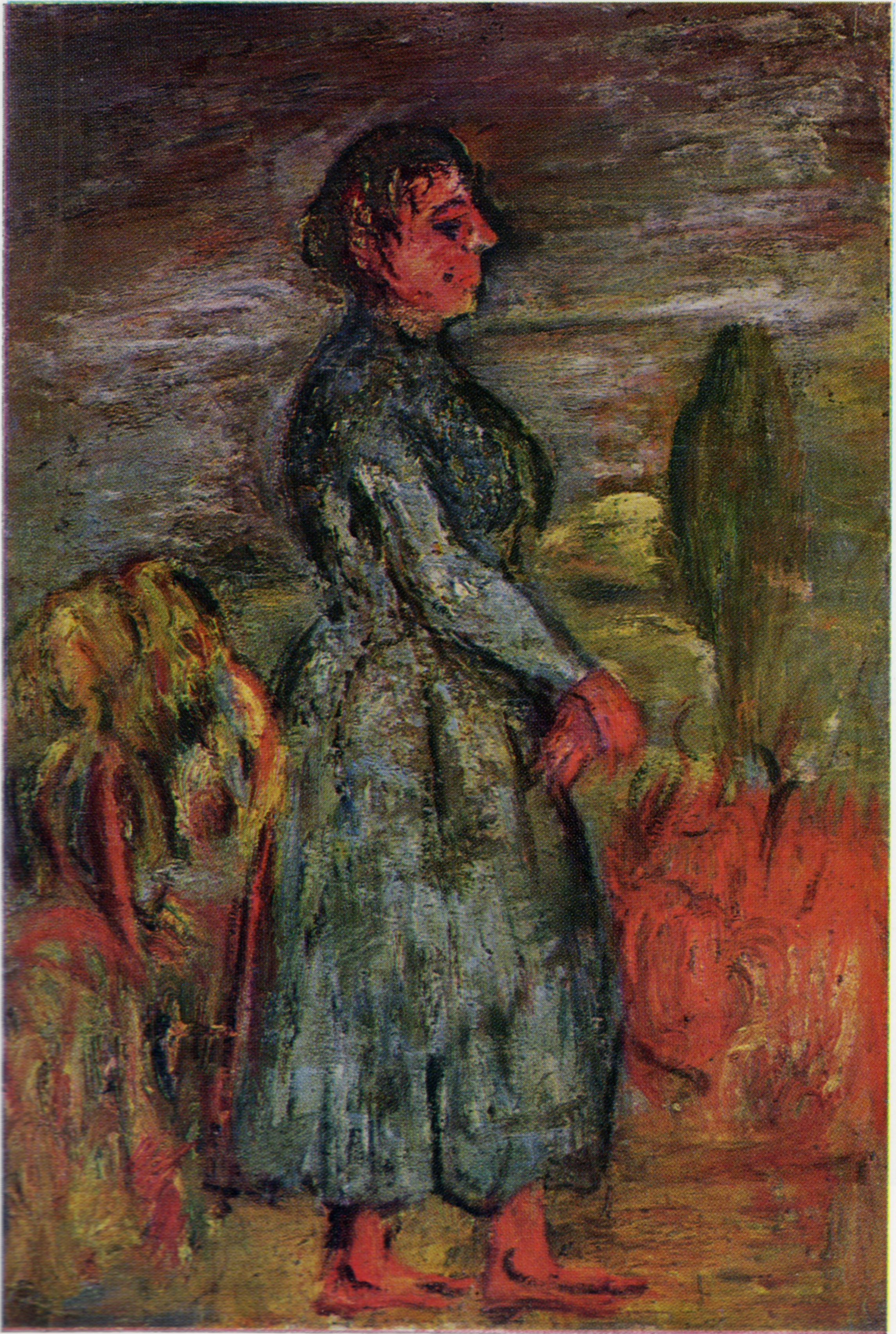
Portrait de femme, vers 1918
Les croyants en deuil, 1918
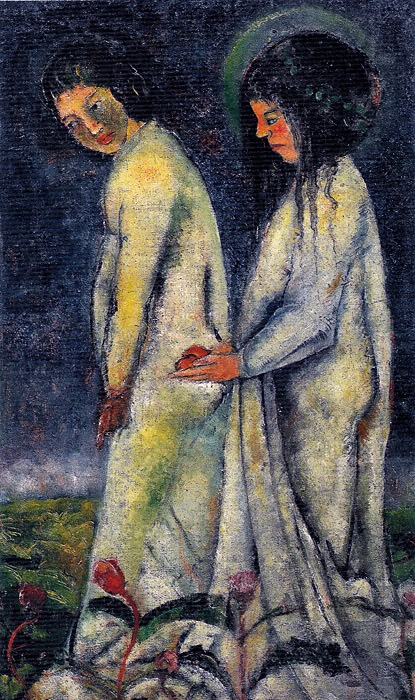
Prière aux dieux, 1918
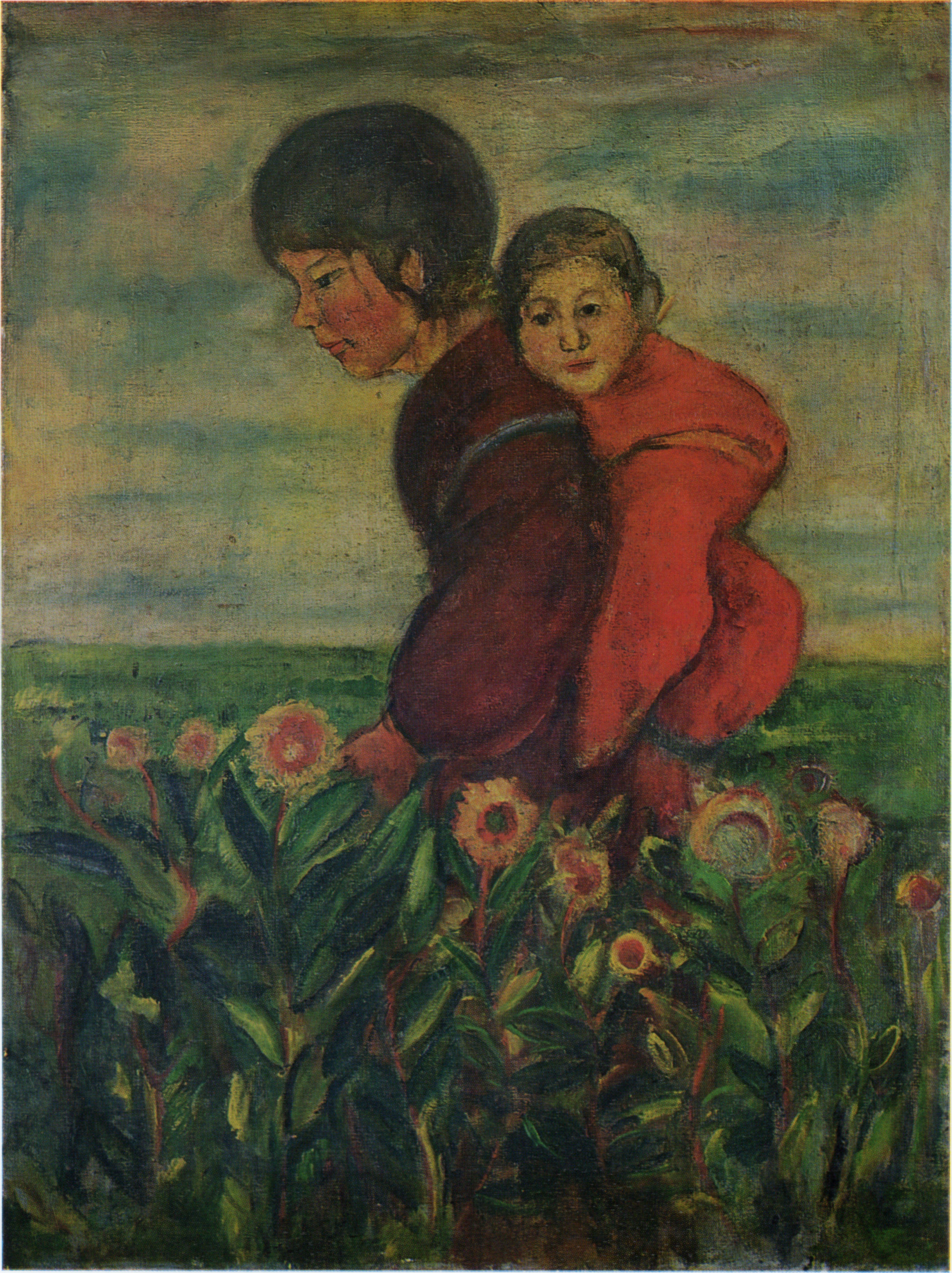
Frère et sœur, 1918
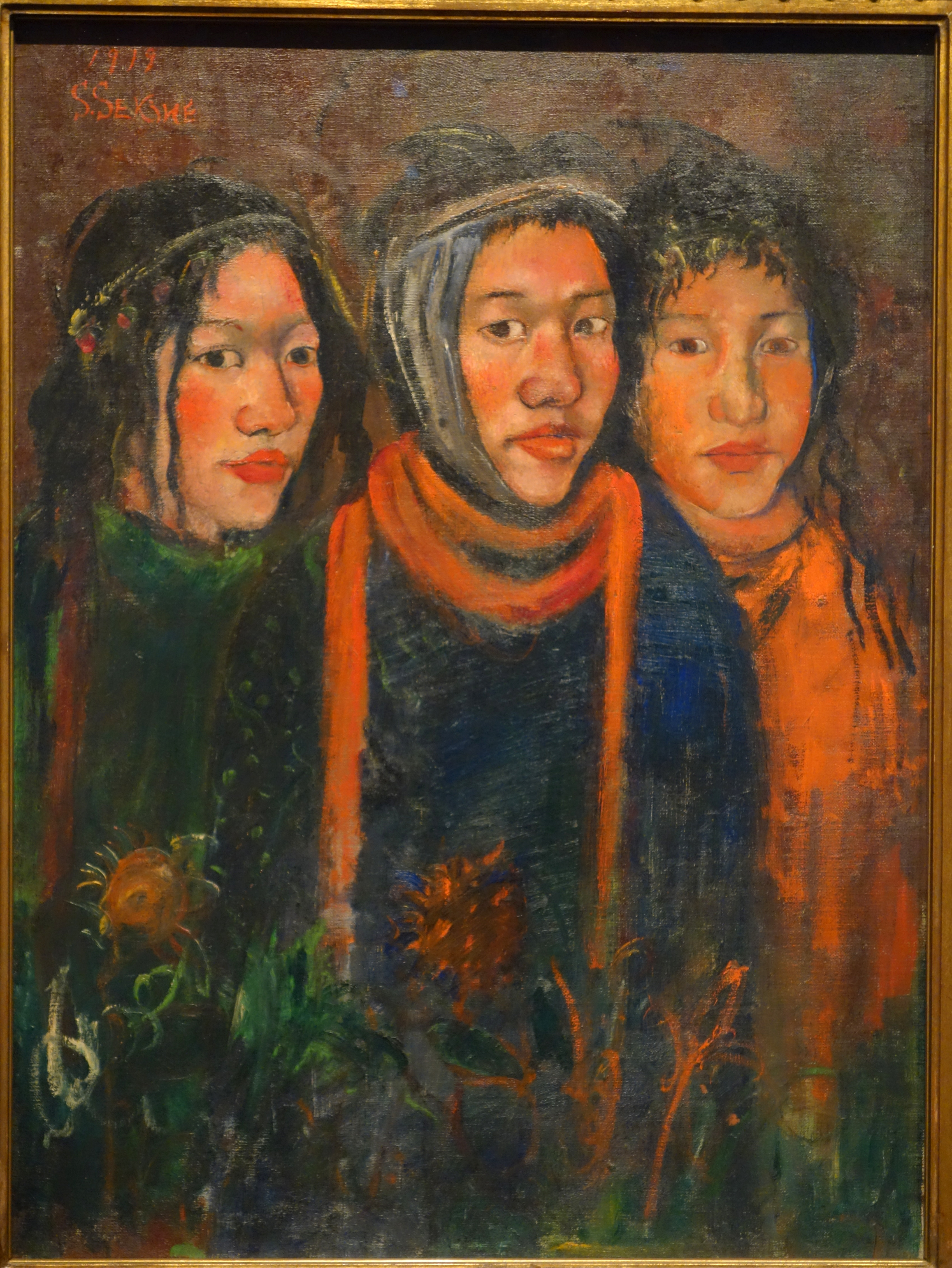
Trois étoiles, 1919
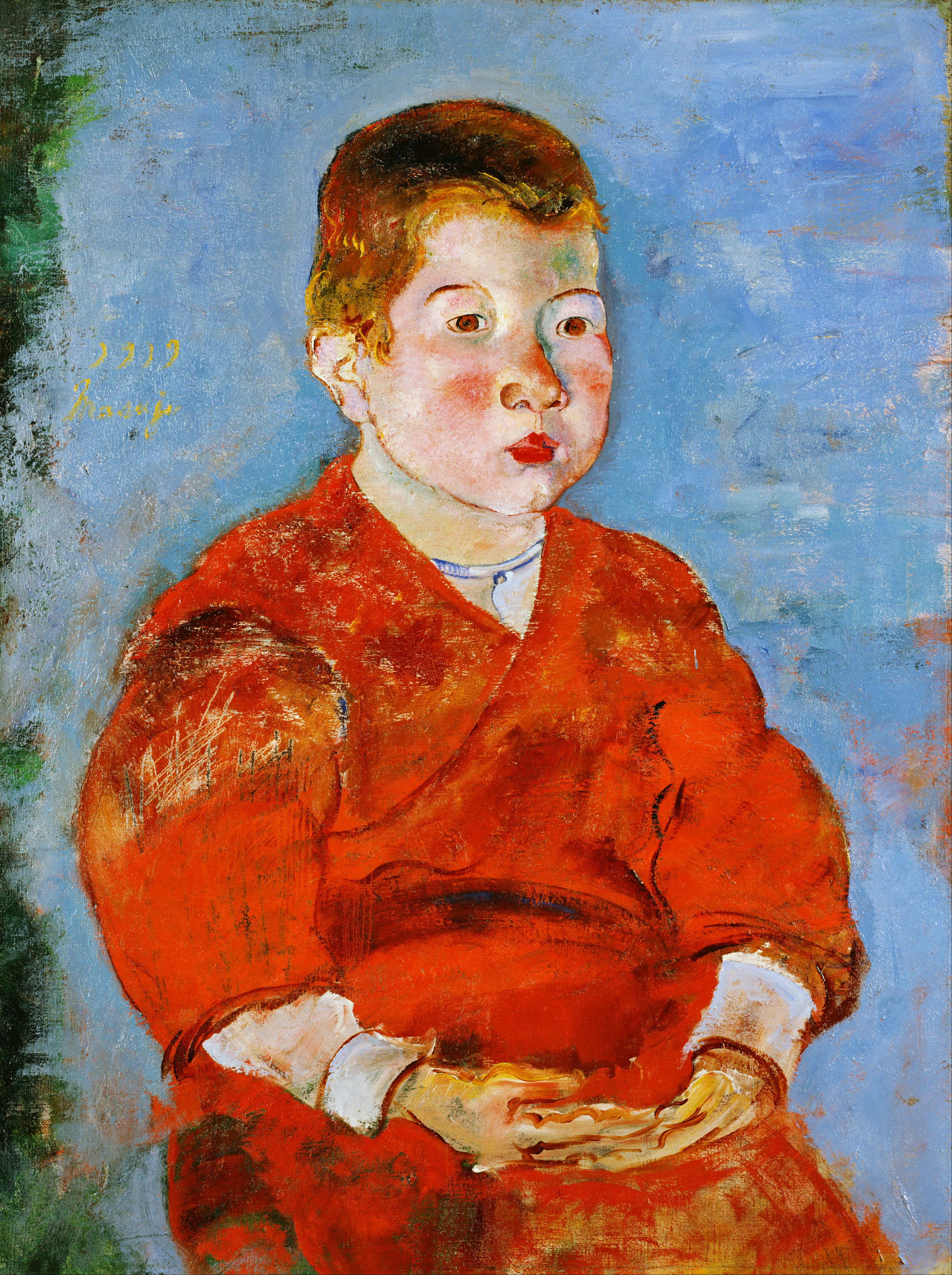
Garçon, 1919